# Uschi Niehaus Indenbirken
Uschi Niehaus Indenbirken (* 18. August 1956 in Enger) ist eine in Berlin lebende bildende Künstlerin.

## Leben und Werk
Uschi Niehaus Indenbirken (Künstlername und Familienname), geborene Ursula Niehaus, studierte nach dem Abitur 1975 Kunst und Deutsch bis zum 1. Staatsexamen an der Universität Bielefeld. 1980 ging sie an die Hochschule der Künste, Berlin und studierte Freie Malerei. Sie schloss ihr Studium 1986 als Meisterschülerin bei Marwan ab und gründete im selben Jahr die Projektgruppe Pandem. Nach einem ersten Stipendium der Notgemeinschaft der Deutschen Kunst 1989 folgen von 1992 bis 2003 Werkverträge mit der Berliner Künstlerförderung und von 2000 bis 2014 Atelierförderungen des Berliner Senats. Die Ateliers der Künstlerin befanden sich in Neukölln, Schöneberg und in den Askania-Höfen in Berlin-Friedenau. 2015 eröffnete sie mit anderen Künstlerinnen und Künstlern das Atelierhaus p2 in Luckenwalde. Für ihr Werk wurde Niehaus Indenbirken 2018 mit dem Ernst Barlach Preis ausgezeichnet. Sie hat zwei Kinder (geb. 1989 und 1993) und lebt und arbeitet in Berlin und Luckenwalde.
Marwan legte großen Wert darauf, dass die Lernenden sich in Gattung und Technik mit der Tradition der europäischen Malerei auseinandersetzten. So bindet auch Uschi Niehaus ihr Werk immer wieder zurück an die Natur oder geht in ihrem Schaffen von dieser aus. Die Malerin arbeitet seriell, diese Serien können 50 bis 100 Zeichnungen, auch in Buchform, umfassen. Den Akt des Zeichnens als eine Art Spurensuche zu verstehen, beispielsweise wie Cy Twombly, gab ihren künstlerischen Untersuchungen wesentliche Impulse. Es gibt großformatige Tableaus, die sich aus zwei bis zwölf Einzelbildern zusammensetzen, aber auch Niederschriften, Collagen und Fotoübermalungen, gelegt oder geklebt. In der Sinnlichkeit und Farbigkeit ihrer Arbeiten existiert eine Art stille Poesie. In ihren Bildern vereint sie flächenfüllende abstrakte Malerei mit schriftzugartigen Zeichnungen. Zu den Merkmalen ihrer von Rhythmik, von Kreisen, Schleifen und Kürzeln bestimmten Arbeiten gehört der Einsatz von Kohle, Holzasche, Fettkreiden, Tusche, Acrylfarbe und immer wieder reinen, ungebundenen Farbpigmenten. Als Instrumente benutzt sie Pinsel ebenso wie Äste, Pflanzenstängel und Messerklingen. Ein eigenes Zeichensystem und Formenvokabular wird in ihrem Werk lesbar. Nicht nur die Poesie spielt eine tragende Rolle in ihrem künstlerischen Prozess, auch die Musik, wie Kompositionen von J.S. Bach, F. Schubert, J. Cage. Wie in der Kunst der Fuge schafft Niehaus in ihren Zeichnungen Notationen zu einem bestimmten Thema, das aus der Verbindung von Wort und Bild sowie Musik und Bild hervorgehen.
Uschi Niehaus ist seit 2013 Mitglied des Netzwerks Frauenmuseum Berlin e.V. (FMB), seit 2021 Mitglied im Verein Berliner Künstler (VBK). Ihre Werke befinden sich in der Graphothek Berlin, der Stiftung St. Matthäus und Privatsammlungen.

## Ausstellungen (Auswahl)
Einzelausstellungen (E), Gruppenausstellungen (G)
- 1984 Drei Maler aus Berlin, Sommeruniversität Toskana, Castellina in Chianti (G)
- 1987 Projekt PANDEM, in den Räumen der NGBK, Berlin (G)
- 1988 Neue Eppendorfer Galerie, Hamburg (E)
- 1990 Übersprungshandlungen, PANDEM im Haus am Kleistpark[9], Berlin (G)
- 1992 Colloquium Galerie, Berlin (E)
- 1993 Hund ist extra, Kunst statt Werbung, U-Bahnhof Alexanderplatz, Berlin; Selbstbildnisse Berliner Künstlerinnen, Quergalerie, HDK, Berlin (G)
- 2002 montags, Marwan und seine Schüler, HDK Quergalerie, Berlin (G)
- 2005 Linie und Fläche – ein Gesang (E mit Thomas E. Müller), Galerie Himmelreich, Magdeburg
- 2010 Zeitges(ch)ehen, Short List zum Schöneberger Kunstpreis, Galerie im Rathaus Tempelhof, Berlin (G)
- 2011 Worte, Galerie im Rathaus Tempelhof, Berlin (E); Die Linie (E mit Robert Schmidt-Matt), Schul- und Bethaus Alt-Langsow, Seelow
- 2013 Im Wort – Im Bild, Bischofsetage der Evangelischen Kirche Berlin-Brandenburg (Stiftung St. Matthäus), Berlin (E)
- 2014 IM WORT - IM BILD - IM KLANG, Video-Installation in der Französischen Friedrichstadtkirche am Gendarmenmarkt, Berlin (E); Positions[10] mit dem Netzwerk Frauenmuseum, Art Week Berlin (G); Angeordnet, Galerie im Rathaus Tempelhof, Berlin[11] (G)
- 2015 Unschwer, mit Robert Schmitt-Matt, Galerie am Klostersee, Lehnin (E); TANDEM, Kunstamt Schöneberg, Berlin (G)
- 2016 IM WORT - IM BILD - IM KLANG, Video-Installation, St. Helena, Bonn (E); Die Farbe Weiß, Atelierhaus Darmstadt (G)
- 2017 Video-Installation im Rahmen des DEKALOG[12] Filmfestivals in der Villa Massimo, sowie der Chiesa Lutherana, Rom (E); Erzählungen aus der Natur (mit Theis u. Mehnert), Galerie am Klostersee, Lehnin (G)
- 2018 Ernst-Barlach-Preis, Ausstellung anlässlich der Verleihung des Barlach-Preises im Barlach-Museum Ratzeburg (E), Hommage an Marwan, Ehemalige Studenten der Klasse Marwan, Galerie Pankow, Berlin (G); Pionierpflanzen und anderer Wildwuchs, Galerie Alte Schule Adlershof, Berlin[13] (G)
- 2019 STIMMEN! 100 Jahre Frauenwahlrecht[14], Willy-Brandt-Haus, Berlin (G); Lost-In-Nature, Kunsthalle Brennabor, Brandenburg (E)[15]; Lost-In-Nature, Guardini Galerie, Berlin (E)
- 2020 2 in 1 Zweisam (E mit Ina Geißler), Museum Tempelhof; Sky and Heaven - Der Himmel über Berlin, Guardini Galerie, Berlin (G)
- 2021 Wandern - Bewegen - Vermessen - Verorten, FMB im Kunstverein Ebersberg (G)
- 2022 Die Neuen, Galerie des VBK, Berlin[16] (G); Wandern - ein weites Feld, St. Georgs-Kapelle, Neuruppin (G)
- 2023 From Dusk Till Dawn, GalerieEtage im Museum Reinickendorf[17][18], Berlin (G); Lost and found, Galerie des VBK, Berlin (G)

## Preise
- 1993 Preisträgerin im Wettbewerb Kunst statt Werbung am Alexanderplatz, NGBK Berlin
- 2010 Zeitges(ch)ehen, Kunstpreis Tempelhof-Schöneberg (1. Preis)[19]
- 2013 DEKALOG Filmpreis der Guardini Stiftung/ Stiftung St. Matthäus[20] (1. Preis)
- 2018 Ernst Barlach Preis der Ernst Barlach Gesellschaft Hamburg[21]

## Publikationen (Auswahl)
- Marietheres Finkeldei, Doris Hoppe, Elisabeth Luchesi, Uschi Niehaus, Erich Schlenter, Ursula Ziegeler: Pandem (Katalog zur Ausstellung), hrsg. v. Neuen Gesellschaft für bildende Kunst, Berlin 1987
- Marietheres Finkeldei, Elisabeth Luchesi, Uschi Niehaus: Pandem (Katalog zur Ausstellung), hrsg. v. Haus am Kleistpark, Berlin 1990
- Uschi Niehaus - Niehaus IndenBirken. Ernst Barlach Preis 2018, hrsg. v. Art In Flow Verlag, Berlin 2018, ISBN 978-3-938457-43-6
- Uschi Niehaus: Lost-In-Nature (Katalog zur Ausstellung), hrsg. v. Kunsthalle Brennabor, Brandenburg 2019
- David Edward Allen, Friederike Jäger, Uschi Niehaus Indenbirken und Niels Sievers: From Dusk Till Dawn (Katalog zur Ausstellung), hrsg. v. GalerieEtage im Museum Reinickendorf, Berlin 2022